# 麦迪逊·菲茨帕特里克
麦迪逊·菲茨帕特里克（英語：Madison Fitzpatrick，1996年12月14日—），澳大利亚女子曲棍球运动员。她曾代表澳大利亚国家队参加2022年英联邦运动会曲棍球比赛，获得一枚银牌。

## 家庭
姐姐萨万娜·菲茨帕特里克。